# Accord de libre-échange entre l'Australie et l'Union européenne
L'accord de libre-échange entre l'Australie et l'Union européenne est un projet accord de libre-échange qui s'est arrêté au stade des négociations.

## Contexte et enjeux
Du fait des nombreux traités de libres échanges bilatéraux ou accords multilatéraux - notamment avec les Pays les moins avancés, comme celui de Tout sauf les armes -, peu de pays sont l'objet des pleins tarifs douaniers de l'Union européenne. C'est cependant le cas de l'Australie comme de la Nouvelle-Zélande qui doivent faire face à des droits de douane de l'Union européenne en matière agricole de 26 % en moyenne. Cependant l'enjeu le plus important reste les barrières non-tarifaires bien plus importantes que les droits de douane.

## Histoire
En septembre 2011, José Manuel Durão Barroso, président de la Commission européenne, a annoncé avec la Première ministre d'alors, Julia Gillard, l'intention des deux parties d'entamer des négociations sur un accord global de coopération. Le 31 octobre 2011, ces propos furent confirmés par Catherine Ashton, Haute Représentante de l'Union pour les affaires étrangères et la politique de sécurité. Les négociations pour l'accord de libre-échange ont commencé officiellement le 15 novembre 2015. Cependant les négociations n'ont réellement commencé qu'en 2017.
En août 2017, l'Australie et l'Union européenne signent un accord cadre de coopération, indépendamment des négociations sur l'accord de libre-échange.
En septembre 2017, la Commission européenne a affirmé qu'elle souhaiterait exclure du mandat de négociation les éléments d'arbitrages et de protections des investisseurs, dans le but d'accélérer le processus de ratification en se passant de l'aval des parlements des États-membres. Le même mois, une étude d'impact économique sur l'accord de libre-échange est publiée par l'Union européenne.
En juin 2018, les négociations de l'accord de libre-échange entre l'Australie et l'Union européenne commencent.
En septembre 2021, l'annulation du contrat sur la fourniture à l'Australie de sous-marins par Naval Group, détenu à 62,5 % par l'État français, détériore les relations bilatérales entre l'Australie et la France et met en balance les négociations sur cet accord de libre-échange. En conséquence, les négociations commerciales sont interrompues pendant un mois à compter du 1er octobre 2021.
En octobre 2023, les négociations de l'accord de libre-échange prennent fin, sans déboucher sur un accord. Les principales raisons de cet arrêt sont liés au domaine agricole, l'Australie ne souhaitant pas reconnaitre certains AOP et n'est pas satisfaite de quotas proposés de produits agricoles non soumis aux droits de douane,.